# Jigsaw Puzzle
«Jigsaw Puzzle», a veces estilizado «Jig-Saw Puzzle» —en español: «Rompecabezas»—, es una canción de la banda de rock británica The Rolling Stones, incluida en su álbum Beggars Banquet, de 1968.

## Historia
Escrita por Mick Jagger y Keith Richards, «Jigsaw Puzzle» es una de las canciones más largas del álbum, tan solo diez segundos más corta que «Sympathy for the Devil».
Parte de las sesiones de grabación están disponibles en diferentes bootlegs, y en estas grabaciones, Jagger toca la guitarra acústica; Richards, la guitarra slide; Charlie Watts, la batería; Bill Wyman, el bajo, y Nicky Hopkins, el piano. Brian Jones no está presente en estas sesiones. La versión de Beggars Banquet presenta a Richards en la guitarra acústica y de slide. Jones añade el distintivo whine con un Mellotron. 
La versión incluida en el álbum fue grabada el 25 de marzo de 1968 en los Olympic Studios de Londres, contó con la producción de Jimmy Miller y con los ingenieros de sonido Eddie Kramer y Glyn Johns.
«Jigsaw Puzzle» nunca ha sido interpretada en directo por los Stones.

## Crítica
Las opiniones musicales han divergido ampliamente sobre los méritos de «Jigsaw Puzzle». El periodista musical Steve Knopper citado en Amazon considera inexplicable que nunca se haya convertido en un hit por derecho propio. Sin embargo, el periodista Richie Unterberger lo describe sin entusiasmo como un mero "relleno para completar el álbum".
Unterberger hace comparaciones con el trabajo de Bob Dylan de mediados de fines de los sesenta. Unterberg escribe: "... la similitud con algunas de las largas canciones surreales con extensas letras de Dylan de mediados de los años 60 es tal que es un poco sorprendente que «Jigsaw Puzzle» no haya sido señalada por más oyentes como una imitación de Dylan, particularmente porque francamente suena un poco trillada en su aproximación de rareza dylanesca". Algunos dylanologistas consideran a esta canción una respuesta directa a «Stuck Inside of Mobile with the Memphis Blues Again», de 1966. La letra describe las observaciones del cantante, que se encuentra rodeado de inadaptados y raros.
De la canción, Unterberger concluye: "Como muchas de las canciones de ese álbum, tomaron el country blues como inspiración musical ... Sin embargo, las letras no son las que se escucharían en los discos de Delta blues rural. Más de un inconveniente de la canción, sin embargo, es su falta de desarrollo melódico, manteniendo en la melodía monótona básica de blues durante unos buenos seis minutos o más. Para rellenar un álbum como este, algunos otros toques creativos habría sido necesarios para hacer que se destacara."
Otros no son tan duros, la BBC concluye, "La autoreferencia y la burla de «Jigsaw Puzzle» es una delicia".
PopMatters dice: "De las 19 canciones en los dos álbumes, hay dos que se diferencian por encima de todas. Y no, no son las obvias en las cuales piensa la mayoría, estoy hablando de «Jigsaw Puzzle» y «Monkey Man». Desafortunadamente ignoradas en Forty Licks, ambas melodías captan el blues rock de la banda en su máxima expresión. «Jigsaw Puzzle» comienza un poco rebuscada antes de encontrar sus rumbo por el segundo verso y definitivamente en el coro inicial. Definiendo a los marginados en la calle antes de pasar más tarde por la banda, uno por uno, los Glimmer Twins descubrieron a Wyman casi tanto como Wyman desvistió a cientos de groupies: 'And the bass player, he looks nervous, about the girls outside' (Y el bajista, se ve nervioso, por las chicas que están afuera) canta Jagger. Y otra vez la guitarra slide blusera se complementa con los toques del piano de Nicky Hopkins al final:"

## Personal
Acreditados:
- Mick Jagger: voz.
- Keith Richards: guitarra eléctrica, guitarra slide.
- Brian Jones: mellotron.
- Bill Wyman: bajo, sintetizador.
- Charlie Watts: batería.
- Nicky Hopkins: piano.